# Chiese della Comunità della Valle di Sole
Questa voce include tutte le chiese cristiane situate entro i confini della Comunità della Valle di Sole, nella provincia autonoma di Trento. 
Gli edifici sono elencati in liste suddivise per comune; includono oltre sessanta chiese consacrate (sebbene non tutte officiate regolarmente), a cui si aggiungono oltre venti cappelle. Gli edifici di culto consacrati appartengono tutti alla confessione cattolica e fanno parte dell'arcidiocesi di Trento.

## Comune di Caldes
| Esterno                        | Interno | Nome | Periodo storico                                | Ubicazione                                               | Informazioni |
| ------------------------------ | ------- | --- | ---------------------------------------------- | -------------------------------------------------------- | --- |
|                                |         | Chiesa dell'Annunciazione | XVIII secolo                                   | Bordiana 46°23′13.32″N 10°58′57.26″E                     | Edificata nel 1719; rimase danneggiata dal terremoto del 1976, venendo restaurata entro il 1978. |
|                                |         | Chiesa di San Bartolomeo | XIX secolo                                     | Caldes 46°21′57.73″N 10°56′39.79″E                       | Parrocchiale. Costruita nel 1850-52 per rimpiazzare un più vecchio edificio omonimo; tra il 1932 e il 1946 venne aggiunto il campanile. |
|                                |         | Chiesa di San Giacomo Maggiore | Citata XIV secolo, edificio odierno XVI secolo | San Giacomo 46°22′50.06″N 10°57′47.29″E                  | Parrocchiale. Citata per la prima volta nel 1384, venne ricostruita totalmente, ad eccezione del campanile, nel 1515. Il nuovo edificio venne ulteriormente ampliato nel 1620; nel 1759 venne aggiunta la sagrestia, e nel 1821 venne rifatta la facciata. |
|                                |         | Chiesa della Madonna del Carmelo | XVII secolo                                    | Tozzaga 46°22′53.78″N 10°58′17.91″E                      | Costruita verso il 1615, forse al posto di un precedente edificio privato. |
|                                |         | Chiesa dei Santi Pietro e Paolo | Citata XIV secolo, edificio odierno XVI secolo | Bozzana 46°23′19.23″N 10°59′21.37″E                      | Parrocchiale. Una prima chiesa è documentata nel 1384, e venne riedificata intorno al 1528. La nuova chiesa venne ampliata nel 1617, e poi ulteriormente rimaneggiata entro la fine del secolo. |
|                                |         | Chiesa di San Rocco | Citata XV secolo, edificio odierno XVI secolo  | Caldes 46°21′52.99″N 10°56′22.46″E                       | Chiesa cimiteriale. Un primo luogo di culto, dedicato a san Lorenzo, esisteva nel 1497; esso venne ricostruito dopo il 1510 per volere del nobile Bernardino Malanotti, sopravvissuto alla peste di quell'anno. Nel corso del Seicento vennero aggiunte le cappelle laterali e la sagrestia. |
|                                |         | Chiesa di San Tommaso | Citata XV secolo                               | Cassana 46°22′35.54″N 10°57′37.72″E                      | Documentata a partire dal 1468, venne ampliata demolendo l'abside originale nel 1617. |
|                                |         | Chiesa di San Vigilio | Citata XV secolo, edificio odierno XIX secolo  | Samoclevo 46°22′09.89″N 10°56′26.33″E                    | Parrocchiale. Citata per la prima volta nel 1481, venne interamente ricostruita nel 1824. |
| Cappelle                       |         | |                                                |                                                          | |
|                                |         | Cappella di Sant'Apollonia, o del Crocifisso                                                                                             | XVII secolo                                    | Caldes, via per Sant'Apollonia 46°21′49.35″N 10°56′06″E  | Fatta costruire verso la fine del Seicento da don Sigismondo Alfonso Manfroni, su un terreno di sua proprietà, come quattordicesima e ultima stazione di una via Crucis; nel 1742 era in cattive condizioni, e vi si celebrò la messa fino al 1751, poi venne sospesa; a metà Ottocento vennero poi rimosse le altre stazioni della via Crucis e, ad un certo punto, la cappelletta venne reintitolata a sant'Apollonia (la cui statua, assieme a quella di santa Lucia, era conservata nell'edificio fino agli anni settanta); successivo al 1766 è anche l'affresco in facciata. Negli anni 1930 la struttura era in condizioni abbastanza buone; essa venne sottoposta a vari lavori di restauro nel 1943, 1968, 1971 e 2012. |
| Chiese sconsacrate o scomparse |         | |                                                |                                                          | |
|                                |         | Chiesa di San Bartolomeo | Citata nel 1347, demolita nel 1848             | Caldes, piazza S. Bartolomeo 46°21′55.62″N 10°56′36.71″E | Della vecchia chiesa di San Bartolomeo, attestata nel 1347 e demolita cinque secoli dopo, resta solo il campanile romanico. |
|                                |         | Chiesa dei Santi Martino e Sebastiano | Citata XV secolo                               | Rocca di Samoclevo 46°22′25.46″N 10°56′21.38″E           | Chiesa della rocca di Samoclevo, consacrata nel 1474; il castello è in gran parte caduto in rovina, inclusa la cappella, di cui non rimangono che pochi resti basali. |
|                                |         | Cappella della Beata Vergine Maria, o chiesa della Natività della Vergine Maria e dei Santi Francesco e Antonio, o chiesa di Santa Maria | Citata XVII secolo                             | Castel Caldes 46°21′56.4″N 10°56′44.47″E                 | Citata a partire dal 1617; nel 1880 venne sconsacrata dai nuovi proprietari del castello. |

## Comune di Cavizzana
| Esterno | Interno | Nome                  | Periodo storico                                | Ubicazione                            | Informazioni |
| ------- | ------- | --------------------- | ---------------------------------------------- | ------------------------------------- | --- |
|         |         | Chiesa di San Martino | Citata XV secolo, edificio odierno XVII secolo | Cavizzana 46°22′04.02″N 10°57′32.26″E | Parrocchiale. Documentata per la prima volta nel 1400, venne demolita e ricostruita tra il 1402 e il 1427 circa; la chiesa venne notevolmente rimaneggiata e ampliata nel 1628. |

## Comune di Commezzadura
| Esterno | Interno | Nome                            | Periodo storico       | Ubicazione                                       | Informazioni |
| ------- | ------- | ------------------------------- | --------------------- | ------------------------------------------------ | --- |
|         |         | Chiesa di Sant'Agata            | Citata XIII secolo    | Tra Mestriago e Piano 46°19′12.2″N 10°49′55.53″E | Parrocchiale. Citata per la prima volta nel 1244, tra il 1450 e il 1488 venne ampliata aggiungendo il presbiterio, nel 1613 venne costruita la navata laterale e nel 1617 la cappella sinistra. La sagrestia venne rifabbricata due volte, nel 1751 e nel 1827.     |
|         |         | Chiesa di Sant'Antonio Abate    | Documentata XV secolo | Mastellina 46°19′18.7″N 10°50′45.02″E            | Documentata a partire dal 1460; all'inizio del Seicento una frana ostruì la facciata, e ne venne quindi realizzata un'altra, modificando l'assetto della chiesa. Un cedimento del soffitto rese inagibile la chiesa dal 1971 al 1975, anno in cui venne sostituito. |
|         |         | Chiesa di San Giovanni Battista | XVII secolo           | Mestriago 46°19′23.56″N 10°50′26.94″E            | Costruita nel 1617 per volontà testamentaria di tal Maria Rossi di Piano; venne travolta da una valanga nel 1986, e riparata entro il 1988. |
|         |         | Chiesa di San Giuseppe          | XVII secolo           | Piano 46°19′11.99″N 10°49′40.33″E                | Fatta costruire nel 1650 da Giovanni Andrea Rossi di Piano, canonico della cattedrale di Bressanone; il campanile venne aggiunto nel 1903. |
|         |         | Chiesa di San Rocco             | XVI secolo            | Almazzago 46°19′06.65″N 10°50′53.75″E            | Costruita tra il 1510 e il 1513 per ottemperare a un voto popolare contro la peste; venne colpita da un incendio nel 1837 e poi da un altro, più grave, nel 1843; a entrambi seguirono i restauri.                                                                  |
|         |         | Chiesa della Santissima Trinità | Citata XVI secolo     | Deggiano 46°19′38.83″N 10°51′23.74″E             | Citata a partire dal 1580, venne rimaneggiata nel 1611, e sei anni più tardi venne dotata di campanile e di sagrestia, la quale venne rifabbricata nel 1775-79. |

## Comune di Croviana
| Esterno | Interno | Nome                       | Periodo storico                                | Ubicazione                                    | Informazioni |
| ------- | ------- | -------------------------- | ---------------------------------------------- | --------------------------------------------- | --- |
|         |         | Chiesa di San Giorgio      | Citata XIII secolo, edificio odierno XV secolo | Croviana 46°20′45.23″N 10°54′16.92″E          | Parrocchiale. Una prima cappella è citata nel 1245; essa venne ricostruita tra la fine del Quattrocento e il 1503. Nel 1611 venne aggiunta la cappella laterale destra. |
|         |         | "Chiesetta di Malga Selva" | XX secolo                                      | Presso Malga Selva 46°19′34.3″N 10°55′20.17″E | Costruita nel 1984-85 per iniziativa del gruppo ANA di Croviana, e dotata di campanile nel 1997-98.                                                                     |

## Comune di Dimaro Folgarida
| Esterno          | Interno | Nome                                           | Periodo storico                                   | Ubicazione                                                          | Informazioni |
| ---------------- | ------- | ---------------------------------------------- | ------------------------------------------------- | ------------------------------------------------------------------- | --- |
|                  |         | Chiesa di San Lorenzo                          | Fondata IX secolo, edificio odierno nel XV secolo | Dimaro 46°19′34.68″N 10°52′37.06″E                                  | Parrocchiale. Documentata a partire dal 1264, ma risalente forse anche al IX secolo, venne ricostruita nel Quattrocento (entro il 1488); la navata venne allungata nel 1516, e poi di nuovo nel 1957-58. |
|                  |         | Chiesa della Madonna di Loreto                 | XVII secolo                                       | Presson 46°19′57.39″N 10°52′52.12″E                                 | Costruita intorno al 1626; alla fine del secolo venne aggiunta la cappella laterale. |
|                  |         | Chiesa di Santa Maria Vergine della Selva      | XX secolo                                         | Folgarida 46°18′12.15″N 10°51′35.93″E                               | Edificata nel 1965. |
|                  |         | Chiesa della Natività di San Giovanni Battista | XVIII secolo                                      | Carciato 46°19′27.77″N 10°53′00.85″E                                | Costruita tra il 1751 e il 1788, in sostituzione di una chiesa quattrocentesca collocata forse in diversa posizione; danneggiata dal terremoto del 1976, rimase chiusa al culto fino al 1988.            |
|                  |         | Chiesa di San Vigilio                          | Citata XIII secolo, edificio odierno XVIII secolo | Monclassico 46°20′08.5″N 10°53′08.8″E                               | Parrocchiale. Citata per la prima volta nel 1240, venne demolita e ricostruita nel 1771-78. |
| Cappelle         |         |                                                |                                                   |                                                                     | |
|                  |         | Cappella del Crocifisso                        | XX secolo                                         | Dimaro 46°19′37.15″N 10°52′35.54″E                                  | Cappella cimiteriale, edificata verso il 1900. |
|                  |         | Cappella della Madonna del Rosario             | XX secolo                                         | Dimaro 46°19′30.54″N 10°52′40.94″E                                  | Costruita nel 1909; la tettoia in legno venne aggiunta successivamente. |
|                  |         |                                                |                                                   | Monclassico 46°20′05.75″N 10°53′06.37″E                             | Cappella cimiteriale. |
| Chiese scomparse |         |                                                |                                                   |                                                                     | |
|                  |         | Chiesa di Santa Brigida                        | XVI secolo                                        | Dimaro, località Dosso di Santa Brigida 46°17′58.49″N 10°52′41.74″E | Documentata nel 1590, associata ad un ospizio per viandanti gestito da dei frati; il luogo venne abbandonato verso la metà del Seicento, e della chiesa non rimangono che poche tracce.                  |

## Comune di Malé
| Esterno          | Interno | Nome                                | Periodo storico                                  | Ubicazione                                         | Informazioni |
| ---------------- | ------- | ----------------------------------- | ------------------------------------------------ | -------------------------------------------------- | --- |
|                  |         | Chiesa di San Luigi Gonzaga         | Citata XVIII secolo, edificio odierno XIX secolo | Malé 46°21′05.55″N 10°54′39.14″E                   | Edificata tra il 1742 e il 1744, e poi ricostruita nel 1892 in seguito a un incendio. |
|                  |         | Chiesa di San Marco                 | XIV secolo                                       | Magras 46°21′36.77″N 10°54′49.91″E                 | Parrocchiale. Costruita nel XIV e dedicata dapprima a sant'Egidio, ricostruita tra il 1495 a il 1498. |
|                  |         | Chiesa di Santa Maria Assunta       | XII secolo                                       | Malé 46°21′09.17″N 10°54′46.6″E                    | Parrocchiale. Antica pieve di Malé, citata già nel 1178; venne ricostruita nel 1491-97, e nel corso del Cinquecento venne rifatto il protiro, ampliato il presbiterio ed aggiunta una cappella laterale; altre ne vennero aggiunte entro il 1672, quando ne vengono citate quattro. Il Settecento vide diversi rimaneggiamenti, e nel 1802 venne ulteriormente ampliato il presbiterio. La chiesa venne colpita da vari incendi, l'ultimo dei quali nel 1923. |
|                  |         | Chiesa dei Santi Romedio e Domenico | Citata XVII secolo                               | Arnago 46°21′47.87″N 10°55′15.07″E                 | La data di costruzione è ignota, ma venne consacrata nel 1628; venne ampliata nel 1684-87, e poi ancora nel 1733; nel 1782-83 venne costruita la sagrestia. |
|                  |         | Chiesa di San Valentino             | Citata XIV secolo                                | Tra Bolentina e Montes 46°20′33.72″N 10°52′36.99″E | Parrocchiale. Citata nel 1348, ampliata dapprima nel 1553 e poi nei secoli successivi; la chiesa, posta su una collina a 1218 m s.l.m., serve le comunità di Bolentina e Montes. |
| Cappelle         |         |                                     |                                                  |                                                    | |
|                  |         | Cappella di Santa Barbara           | XIX secolo                                       | Bolentina 46°20′41.02″N 10°52′47.57″E              | Cappella ottocentesca posta sulla strada che dall'abitato di Bolentina conduce alla chiesa di San Valentino. |
|                  |         | Cappella della Madonna delle Anime  | XX secolo                                        | Malé 46°21′02.01″N 10°54′54.92″E                   | Cappella cimiteriale, costruita tra il 1930 e il 1940. |
|                  |         | Cappella di San Valentino           | XV secolo                                        | Malé 46°21′09.92″N 10°54′45.99″E                   | Cappella citata nel 1497, si trova nella piazza antistante la chiesa di Santa Maria Assunta. |
| Chiese scomparse |         |                                     |                                                  |                                                    | |
|                  |         | Chiesa di San Biagio                | Citata XIII secolo                               | Presso Malé                                        | Citata a partire dal 1270, in quell'epoca vi si teneva una grande fiera annuale; la sua importanza andò calando tanto che, verso il 1579, era in pessima condizioni. Venne restaurata un paio di volte, tornando sempre a cadere in abbandono, fino a che venne lasciata andare in rovina verso la fine del Settecento. |

## Comune di Mezzana
| Esterno          | Interno | Nome                                                 | Periodo storico                                | Ubicazione                                    | Informazioni |
| ---------------- | ------- | ---------------------------------------------------- | ---------------------------------------------- | --------------------------------------------- | --- |
|                  |         | Chiesa di San Cristoforo                             | XV secolo                                      | Ortisé 46°19′35.58″N 10°47′04.16″E            | Parrocchiale. Edificata probabilmente nel corso del Quattrocento, nel 1513 vennero rifatte le volte in stile gotico, nel 1672 venne costruito il campanile, e nella seconda metà dell'Ottocento venne allungata la navata di una campata e vennero aggiunte le cappelle laterali. |
|                  |         | Chiesa della Madonna di Caravaggio                   | XVIII secolo                                   | Mezzana 46°19′02.07″N 10°48′06.08″E           | Costruita nel 1707-11 per assolvere a un voto fatto alla Madonna, al posto di una preesistente cappella dedicata a san Rocco; venne colpita da incendi sia nel 1862, sia nel 1904.                                                                                                |
|                  |         | Chiesa dei Santi Pietro e Paolo                      | Citata XIII secolo, edificio odierno XV secolo | Mezzana 46°19′02.43″N 10°48′05.11″E           | Parrocchiale. Citata a partire dal 1211, venne riedificata verso la fine del Quattrocento e dotata di volte gotiche nel 1536; nella prima metà dell'Ottocento vennero aggiunti il portico e la navata sinistra.                                                                   |
|                  |         | Chiesa di San Rocco                                  | Fondata XV secolo, edificio odierno XX secolo  | Tra Ortisé e Menas 46°19′42.36″N 10°47′10.2″E | Una prima chiesa venne consacrata intorno al 1400, e venne sostituita da quella odierna nel 1902. |
|                  |         | Chiesa di san Romedio, o dei Santi Romedio e Barbara | XVI secolo                                     | Roncio 46°19′17.4″N 10°48′31.01″E             | Edificata nel 1591; nel 1611 venne aggiunto il campanile. |
|                  |         | Chiesa della Trasfigurazione del Signore             | XXI secolo                                     | Marilleva 1400 46°18′07.73″N 10°48′35.05″E    | Costruita nel 2002-07. |
| Cappelle         |         |                                                      |                                                |                                               | |
|                  |         | Cappella del cimitero                                |                                                | Mezzana 46°19′01.38″N 10°48′14.8″E            | |
| Chiese scomparse |         |                                                      |                                                |                                               | |
|                  |         | Cappella di San Rocco                                | Citata XVI secolo                              | Mezzana                                       | Cappella cimiteriale, documentata dal 1450; ampliata nella prima metà del Seicento, venne demolita nel 1804, quando il camposanto venne traslato altrove. |

## Comune di Ossana
| Esterno          | Interno | Nome                                                     | Periodo storico                                 | Ubicazione                                                    | Informazioni |
| ---------------- | ------- | -------------------------------------------------------- | ----------------------------------------------- | ------------------------------------------------------------- | --- |
|                  |         | Chiesa di Sant'Antonio di Padova                         | XVII-XVIII secolo                               | Colle Tomino tra Ossana e Cusiano 46°18′32.98″N 10°44′32.11″E | Costruita tra il 1686 e il 1718, ampliando un preesistente oratorio dei padri riformati; la consacrazione avvenne nel 1742. |
|                  |         | Chiesa di San Carlo Borromeo                             | Fondata XVII secolo, edificio odierno XX secolo | Fucine 46°18′35.11″N 10°43′49.66″E                            | Una prima chiesa dedicata a san Carlo Borromeo venne costruita nel Seicento, e andò distrutta in una piena del torrente Vermigliana nel 1846; nel 1902-04 si provvide a costruire la nuova chiesa, in un luogo più sicuro a monte dell'abitato. Venne adibita a deposito militare dal comando austriaco durante la prima guerra mondiale, venendo restituita al culto nel 1920. |
|                  |         | Chiesa di Santa Maria Maddalena                          | Citata XIV secolo                               | Cusiano 46°18′38.1″N 10°44′50.5″E                             | Citata a partire dal 1368, venne rimaneggiata nella prima metà del Quattrocento; nel 1591 venne dotata di sagrestia, e nel 1740-44 di campanile. |
|                  |         | Chiesa di San Vigilio                                    | Citata XII secolo, edificio odierno XVI secolo  | Ossana 46°18′22.31″N 10°44′15.83″E                            | Parrocchiale. Antica chiesa pievana, documentata già a partire dal 1183; venne riedificata tra il 1495 e il 1601, ma già nel 1656 rimase priva della sagrestia, distrutta da un'alluvione. Nel 1876 venne aggiunto il protiro. |
| Cappelle         |         |                                                          |                                                 |                                                               | |
|                  |         | Cappella di Sant'Antonio                                 |                                                 | Lungo la strada di Valpiana 46°17′49.77″N 10°44′32.22″E       | |
|                  |         | Cappella di San Rocco                                    | XV secolo                                       | Cusiano 46°18′37.68″N 10°44′50.67″E                           | Costruita forse nel corso del Quattrocento, all'interno di quello che fu un tempo il cimitero. |
| Chiese scomparse |         |                                                          |                                                 |                                                               | |
|                  |         | Chiesa di San Michele                                    | Documentata XII secolo                          | Ossana                                                        | Chiesa del castello di San Michele, di costruzione anteriore al castello stesso (che è citato per la prima volta nel 1191). Dal 1749 risulta ridotta ad uso profano, e successivamente è caduta in rovina con il castello; i resti sono stati individuati nel 2002. |
|                  |         | Cappella di San Rocco, o della Beata Vergine del Carmelo | XV secolo                                       | Ossana                                                        | Cappella cimiteriale, citata a partire dal 1579, fu sede di una confraternita del Carmine; venne restaurata nel 1743, ma finì gravemente danneggiata da un incendio nel 1789 e, una volta spostato il camposanto, venne demolita. |

## Comune di Peio
| Esterno          | Interno | Nome                                                                           | Periodo storico                                   | Ubicazione                                                        | Informazioni |
| ---------------- | ------- | ------------------------------------------------------------------------------ | ------------------------------------------------- | ----------------------------------------------------------------- | --- |
|                  |         | Chiesa di Sant'Agostino                                                        | Citata XIV secolo, edificio odierno XIX secolo    | Celentino 46°19′42.52″N 10°43′07.07″E                             | Parrocchiale. Una prima cappella nel paese è citata a partire dal 1301, e venne ricostruita sul finire del Quattrocento; la nuova chiesa venne ulteriormente ampliata tra il 1672 e il 1694, per poi essere riedificata una seconda volta, tra il 1830 e il 1872. |
|                  |         | Chiesa di Sant'Antonio da Padova                                               | XVIII secolo                                      | Strombiano 46°19′27.12″N 10°43′19.32″E                            | Edificata nel 1706, venne ampliata intorno al 1820; nel 1936 venne aggiunto il campanile. |
|                  |         | Chiesa di San Bartolomeo                                                       | Citata XV secolo                                  | Località Pegaia 46°21′42.9″N 10°41′21.28″E                        | Una prima chiesetta è citata sul posto a partire dal Quattrocento, ma era probabilmente più antica; secondo la tradizione intorno ad essa sorgeva il paese di Pegaia, che nel 1431 sarebbe stato distrutto da un disastro naturale e mai più ricostruito. Ampliata nelle forme odierne a inizio Cinquecento, venne adibita a magazzino e stalla durante la prima guerra mondiale, e in seguito restaurata. |
|                  |         | Chiesa di San Camillo de Lellis                                                | Fondata XVIII secolo, edificio odierno XIX secolo | Peio Fonti 46°21′11.07″N 10°39′58.59″E                            | Una prima cappella venne eretta presso le fonti di Peio nel 1771, e venne sostituita nel 1850 da una nuova struttura, ulteriormente rimaneggiata nel 1867; nel 1955 venne aggiunto il portico, e nel 1966 sorse il campanile. |
|                  |         | Chiesa dei Santi Fabiano e Sebastiano                                          | Citata XIV secolo, edificio odierno XV secolo     | Celledizzo 46°20′46.62″N 10°42′06.62″E                            | Parrocchiale. Citata indirettamente già dal 1319, venne ricostruita verso la fine del Quattrocento; nel 1617-21 vennero ingranditi la navata e il presbiterio, e nel 1806 venne aggiunta la sagrestia e ampliato ancora il presbiterio; nel 1893-94 venne infineinnalzato il campanile. Danneggiata dal terremoto del 1976, venne riparata nel 1981. |
|                  |         | Chiesa dei Santi Filippo e Giacomo                                             | Citata XIII secolo, edificio odierno XIV secolo   | Cogolo 46°21′08.4″N 10°41′29.3″E                                  | Menzionata a partire dal 1281, venne riedificata nel 1332 e poi ampliata nella seconda metà del Quattrocento. Venne danneggiata da un incendio, e quindi riparata, nel 1803; è stata parrocchiale fino agli anni settanta. |
|                  |         | Chiesa di San Giorgio, o dei Santi Giorgio e Lazzaro                           | Citata XIV secolo, edificio odierno XV secolo     | Peio Paese 46°21′46.4″N 10°40′18.8″E                              | Parrocchiale. Citata per la prima volta nel 1380, venne abbattuta nella prima metà del Quattrocento, e ricostruita entro il 1481; seguì il campanile, terminato nel 1486. Nel 1595 venne aggiunta la sagrestia, mentre nel 1617-24 la navata venne allungata di una campata, e venne aggiunta una navata laterale a nord; nel 1672-84 venne inserita la cappella laterale. La chiesa venne ancora rimaneggiata nel corso dell'Ottocento, e nel 1964 la sagrestia venne demolita, e ricostruita sul lato settentrionale. |
|                  |         | Chiesa dell'Immacolata e di San Bernardo di Mentone                            | XX secolo                                         | Presso il Rifugio Vioz 46°23′56.55″N 10°38′08.42″E                | Costruita a ricordo delle vittime della seconda guerra mondiale nel 1947; a circa 3 535 metri di altitudine, è la chiesa in muratura più in quota d'Europa (e la seconda in generale dopo la cappella alla capanna Giovanni Gnifetti, sul monte Rosa). |
|                  |         | Chiesa di Santa Lucia                                                          | Citata XIV secolo                                 | Comasine 46°19′57.5″N 10°42′07.6″E                                | Citata per la prima volta nel 1347, venne rimaneggiata nella prima metà del Quattrocento, e nel Cinquecento venne cinta su tre lati da un porticato (originariamente a scopo cimiteriale). |
|                  |         | Chiesa della Madonna delle Grazie                                              | XX secolo                                         | Presso il Rifugio Larcher al Cevedale 46°26′17.24″N 10°39′53.96″E | Costruita nel 1957-58 da un comitato di alpinisti della val di Peio e ristrutturata nel 1993. |
|                  |         | Chiesa di Maria Madre della Chiesa                                             | XX secolo                                         | Cogolo 46°21′05.85″N 10°41′32.41″E                                | Parrocchiale. Costruita nel 1970-74 per sostituire la chiesa dei Santi Filippo e Giacomo. |
|                  |         | Chiesa di San Matteo                                                           |                                                   | Comasine 46°19′40.6″N 10°42′21.9″E                                | Parrocchiale. La prima menzione della chiesa è del 1446, e già nel 1462 è documentata la sua ricostruzione; venne colpita da un incendio nel 1853 che distrusse il campanile, ricostruito nel 1856-60. Altri roghi colpirono la chiesa nel 1921 e nel 1924. |
|                  |         | Chiesa di San Rocco                                                            | XV secolo                                         | Peio Paese 46°21′42.2″N 10°40′12.3″E                              | Costruita a fine Quattrocento, probabilmente dopo l'epidemia di peste del 1495; nel 1646 venne aggiunta l'odierna navata, e dal 1915 l'area circostante è adibita a cimitero miliare austroungarico. |
|                  |         | "Chiesetta di Malga Mare"                                                      | XX secolo                                         | Località Malga Mare 46°24′55.52″N 10°40′52.27″E                   | Edificata verso il 1931 dagli operai addetti alla costruzione della diga del Careser; adibita a deposito e caduta progressivamente in degrado dagli anni sessanta, è stata restaurata nel 2005. |
| Cappelle         |         |                                                                                |                                                   |                                                                   | |
|                  |         | Cappella di Sant'Antonio, o di San Rocco e Sant'Antonio                        | XV secolo                                         | Celledizzo 46°20′45.95″N 10°42′06.9″E                             | Costruita forse nel Quattrocento, era in origine dedicata a san Rocco; nel 1893 venne demolita tutta la navata per lasciare spazio al nuovo campanile dell'adiacente chiesa parrocchiale, lasciando solamente la zona presbiteriale, riadattata quindi a cappella. |
|                  |         | Cappella (o chiesa) di Sant'Antonio                                            | XV secolo                                         | Cogolo 46°21′08.41″N 10°41′29.89″E                                | Costruita verso la fine del Quattrocento, su un terreno allora adibito a cimitero; in origine era dedicata a san Rocco, poi a san Lorenzo. La struttura era inizialmente aperta da arcate su tre lati, successivamente murate. |
|                  |         | Cappella di Sant'Antonio                                                       | Fondata XIX secolo, edificio odierno XX secolo    | Peio Paese 46°21′52.2″N 10°40′40.4″E                              | Edificata probabilmente durante l'Ottocento, venne gravemente danneggiata dagli eventi bellici della prima guerra mondiale, e quindi ricostruita nel 1920. |
|                  |         | Cappella di Sant'Antonio di Padova                                             | XX secolo                                         | Comasine 46°19′48.94″N 10°42′14.79″E                              | Fatta costruire nel 1921 da tal Geminiano Bordati, per onorare le volontà testamentarie del padre Antonio. |
|                  |         | Cappella del Crocifisso                                                        | XX secolo                                         | Celentino 46°19′41.56″N 10°43′05.93″E                             | Cappella cimiteriale (in parte privata, ad uso della famiglia Stocchetti), edificata nel 1920. |
|                  |         | Cappella del Crocifisso                                                        | XIX secolo                                        | Cogolo 46°21′07.71″N 10°41′27.96″E                                | Cappella cimiteriale, costruita insieme con tutto il camposanto verso il 1875. |
|                  |         | Cappella del Crocifisso                                                        | XVIII secolo                                      | Presso Comasine 46°19′30.48″N 10°42′33.94″E                       | Costruita nel 1705. |
|                  |         | Cappella del Crocifisso, o del Redentore                                       | XX secolo                                         | Peio Paese 46°21′44.82″N 10°40′16.58″E                            | Cappella cimiteriale, costruita entro il 1911. |
|                  |         | Cappella della Madonna delle Grazie                                            | XX secolo                                         | Celentino 46°19′37.74″N 10°43′10.85″E                             | Edificata nel 1922-23 come ex voto per la fine della prima guerra mondiale. |
|                  |         | Cappella (o capitello) della Madonna delle Grazie, o del Rosario, o dell'Aiuto | XIX secolo                                        | Peio Paese 46°21′35.84″N 10°40′03.99″E                            | Costruita forse verso la fine dell'Ottocento. |
|                  |         | Cappella della Madonna di Loreto                                               | Citata XVIII secolo                               | Cogolo 46°21′20.11″N 10°41′22.29″E                                | La data di costruzione è ignota; la cappella è menzionata in documenti della prima metà del Settecento. |
|                  |         | Cappella di San Rocco                                                          | XIX secolo                                        | Celledizzo 46°20′51.33″N 10°41′56.87″E                            | Edificata nel 1836. |
| Chiese scomparse |         |                                                                                |                                                   |                                                                   | |
|                  |         | Cappella di San Rocco                                                          | Citata XVI secolo                                 | Celentino                                                         | Cappella cimiteriale, attestata nel 1580 e nel 1649; ignota è la data di demolizione. |

## Comune di Pellizzano
| Esterno          | Interno | Nome                                   | Periodo storico                                 | Ubicazione                           | Informazioni |
| ---------------- | ------- | -------------------------------------- | ----------------------------------------------- | ------------------------------------ | --- |
|                  |         | Chiesa di San Donato                   | XV secolo                                       | Castello 46°19′19.44″N 10°46′21.64″E | Parrocchiale. Un primo luogo di culto venne costruito nel corso del Quattrocento; venne rinnovato a seguito di un grave incendio nel 1683, poi ampliato nel 1845 e dotato di campanile nel 1848. |
|                  |         | Chiesa della Madonna Regina della Pace | XX secolo                                       | Fazzon 46°18′02.25″N 10°45′42.06″E   | Costruita nel 1961-64. |
|                  |         | Chiesa della Natività di Maria         | Citata XIII secolo, edificio odierno XVI secolo | Pellizzano 46°18′36.1″N 10°45′38.2″E | Parrocchiale. Documentata già nel 1264 ma certamente precedente, venne ampliata significativamente intorno al 1470, e poi ancora tra il 1519 e il 1545 (quando l'edificio venne quasi totalmente ricostruito); nel 1590 venne aggiunta una cappella laterale. Dopo ciò sono documentati vari lavori di restauro. |
|                  |         | Chiesa di San Nicolò nuova             | XIX secolo                                      | Termenago 46°19′00.5″N 10°46′02.7″E  | Parrocchiale. Costruita nel 1850 per sostituire l'altra chiesa omonima sita poco distante; nel 1866 venne aggiunto il campanile. |
|                  |         | Chiesa di San Nicolò vecchia           | XV secolo                                       | Termenago 46°18′58.3″N 10°46′00.9″E  | Costruita verso il 1450 (anno in cui venne consacrata), venne ampliata nel 1580-86; nel 1957-61 vennero demolite le prime due campate, e rifatta la facciata, per allargare la strada. |
| Cappelle         |         |                                        |                                                 |                                      | |
|                  |         | Cappella dell'Ausiliatrice             | XVIII secolo                                    | Claiano 46°18′58.9″N 10°46′25.2″E    | Costruita nel 1768. |
| Chiese scomparse |         |                                        |                                                 |                                      | |
|                  |         | Cappella di San Rocco                  | Citata XVI secolo                               | Termenago                            | Cappella cimiteriale, attestata nel 1503, ospitò una confraternita di San Gregorio (o dei Disciplini); già caduta in disuso verso il 1617, venne demolita nel 1689. |

## Comune di Rabbi
| Esterno  | Interno | Nome                                                       | Periodo storico                                   | Ubicazione                               | Informazioni |
| -------- | ------- | ---------------------------------------------------------- | ------------------------------------------------- | ---------------------------------------- | --- |
|          |         | Chiesa di Sant'Anna                                        | Fondata XVIII secolo, edificio odierno XIX secolo | Rabbi Fonti 46°24′26.87″N 10°48′31.52″E  | Una prima chiesa sul posto sorse verso il 1785; venne riedificata, per accomodare l'afflusso di turisti, nel 1835-36.                                                                                    |
|          |         | Chiesa di San Bernardo                                     | Fondata XV secolo, edificio odierno XX secolo     | San Bernardo 46°24′05.67″N 10°50′45.04″E | Parrocchiale. Una prima chiesa nella zona venne eretta verso 1436; nel 1958 essa venne demolita per allargare la piazza, e contemporaneamente, nel 1956-59, venne realizzato l'edificio odierno.         |
|          |         | Chiesa della Madonna di Caravaggio                         | XIX secolo                                        | Pracorno 46°22′12.58″N 10°53′05.44″E     | Parrocchiale. Costruita nella prima metà dell'Ottocento. |
|          |         | Chiesa della Madonna di Loreto, o di Santa Maria Lauretana | Fondata XVIII secolo, edificio odierno XIX secolo | Piazzola 46°24′38.19″N 10°49′09.42″E     | Parrocchiale. Costruita nel 1748, all'epoca era dedicata ai santi Giovanni Nepomuceno e Pantaleone; venne sottoposta a restauro nel 1784 a seguito in un incendio, e poi del tutto ricostruita nel 1836. |
| Cappelle |         |                                                            |                                                   |                                          | |
|          |         | Cappella del Crocifisso                                    | Fondata XVIII secolo, edificio odierno XIX secolo | San Bernardo 46°23′54.39″N 10°50′58.55″E | Costruita presso l'hospitium dei conti Thun, forse nel 1700, venne poi riedificata nel 1868. |
|          |         | Cappella della Madonna Immacolata                          | XIX secolo                                        | Ceresè 46°24′03.29″N 10°51′03.32″E       | Edificata nel 1899. |
|          |         | Cappella della Vergine Dolorosa                            | XIX secolo                                        | San Bernardo 46°24′10.71″N 10°50′24.21″E | Costruita nel 1858. |

## Comune di Terzolas
| Esterno | Interno | Nome                           | Periodo storico                                   | Ubicazione                                     | Informazioni |
| ------- | ------- | ------------------------------ | ------------------------------------------------- | ---------------------------------------------- | --- |
|         |         | Chiesa del Sacro Cuore di Gesù | XIX secolo                                        | Terzolas 46°21′37.6″N 10°55′13.29″E            | Costruita nel 1894-96 assieme all'attiguo convento cappuccino.                                                                                  |
|         |         | Chiesetta di San Maurizio      |                                                   | Località Malghetto 46°22′42.04″N 10°55′24.46″E | |
|         |         | Chiesa di San Nicolò           | Citata XIII secolo, edificio odierno XVIII secolo | Terzolas 46°21′43.82″N 10°55′40.97″E           | Parrocchiale. L'esistenza di una chiesa a Terzolas è documentata, indirettamente, dal 1212. L'edificio venne riedificato tra il 1794 e il 1801. |

## Comune di Vermiglio
| Esterno                        | Interno | Nome                                             | Periodo storico                                  | Ubicazione                                                           | Note |
| ------------------------------ | ------- | ------------------------------------------------ | ------------------------------------------------ | -------------------------------------------------------------------- | --- |
|                                |         | Chiesa di San Bartolomeo                         | XX secolo                                        | Passo del Tonale 46°15′28.3″N 10°35′06.2″E                           | Parrocchiale. Costruita nel 1982-83, e dotata di campanile nel 2008. |
|                                |         | Chiesa di San Bartolomeo                         | XII secolo                                       | Passo del Tonale 46°16′03.29″N 10°35′29.11″E                         | Eretta nel 1127 assieme all'ospizio a cui è addossata; chiusa al culto nel 1616, venne ampliata e probabilmente riaperta al culto nel 1642. La chiesa venne profanata diverse volte nell'Ottocento e subì gravi danni durante la prima guerra mondiale, venendo restaurata entro il 1929. |
|                                |         | Chiesa di Santa Caterina in Colle                | Citata XVI secolo                                | Pizzano 46°17′45.99″N 10°41′13.92″E                                  | Documentata per la prima volta nel 1537, nel 1648 venne dotata di un portico a nord (poi demolito). La chiesa, danneggiata nel 1859, venne quasi distrutta da un incendio nel 1877, venendo riparata e riaperta due anni dopo. Subì poi gravi danni durante la prima guerra mondiale.     |
|                                |         | Chiesa dei Santi Fabiano e Sebastiano            | Citata XIII secolo, edificio odierno XVII secolo | Pizzano 46°17′44.15″N 10°41′18.43″E                                  | Citata per la prima volta nel 1210, venne ampliata, se non riedificata, nel corso del Seicento; venne convertita ad usi non liturgici tra il 1859 e il 1863, e subì dei danni da un incendio nel 1877 e poi ancora nel 1918.                                                              |
|                                |         | Chiesa di Santa Maria                            | XX secolo                                        | Presso il rifugio Stavèl Francesco Denza 46°14′37.95″N 10°39′17.78″E | Chiesetta lignea, costruita recuperando parte del materiale dai baraccamenti austriaci della prima guerra mondiale; venne benedetta nel 1938. |
|                                |         | Chiesa di San Pietro, o dei Santi Pietro e Paolo | Citata XVI secolo                                | Cortina 46°18′03.82″N 10°42′05.76″E                                  | Citata per la prima volta nel 1537, venne danneggiata da un incendio nel 1889, venendo restaurata entro il 1891; nel 1915 venne nuovamente dato fuoco alla struttura, riparata nel 1924.                                                                                                  |
|                                |         | Chiesa di Santo Stefano                          | Citata XIII secolo, edificio odierno XVII secolo | Fraviano 46°17′55.31″N 10°41′35.4″E                                  | Parrocchiale. Menzionata per la prima volta nel 1215, venne riedificata entro il 1638, e ulteriormente ampliata tra il 1826 e il 1868. Danneggiata durante la prima guerra mondiale, venne riparata e poi, nel 1943, ampliata aggiungendo alcuni ambienti a sud-ovest.                    |
| Chiese sconsacrate o scomparse |         |                                                  |                                                  |                                                                      | |
|                                |         |                                                  |                                                  | Passo del Tonale 46°15′39.53″N 10°35′40.6″E                          | Cappella adiacente all'Hotel Locanda Locatori, in stato di abbandono. |